# Schans Het Vrije
Schans "Het Vrije" was een schans die zich bevond op 1 km ten zuiden van Waterlandkerkje.
Ze is gelegen tussen de Liniedijk en de Passageule en maakte deel uit van de Passageule-Linie. De schans werd in 1604 door de Staatsen aangelegd, na de verovering van dit gebied. Ze is gelegen tussen Schans De Drie Gaten en Schans Middelburg.